# 누타
누타(ぬた)는 잘게 썬 생선이나 조개를 파, 채소, 미역과 함께 초된장으로 무친 요리이다.